# 독일 제국
독일 제국(독일어: Deutsches Kaiserreich 도이체스 카이저라이히[*], 영어: German Empire)은 1871년부터 1918년까지 중부 유럽에 존재했던 제국이다. 독일 지역에서 근대 민족 국가를 탄생시킴으로써 현대 독일의 모태가 되었다. 독일 통일의 결과로서 성립되어, 장기 19세기 말의 대표적인 강대국이었으나 제1차 세계 대전 패전으로 제정이 붕괴하고 공화국으로 바뀌었다. 독일국(독일어: Deutsches Reich 도이체스 라이히[*])이라는 명칭은 이 때부터 공식 명칭으로 사용하기 시작하여 바이마르 공화국 및 나치 독일에서도 쓰였다. 나치 독일의 영향으로 독일 제국을 제2제국(독일어: Zweites Reich 츠바이테스 라이히[*], 영어: Second Reich)이라 부르기도 한다.
1870년에 일어난 프로이센-프랑스 전쟁(보불전쟁)에서 프로이센 왕국 주도하의 북독일연방이 승리하면서 독일의 통일로 가는 길이 활짝 열렸다. 1871년 1월 18일, 프랑스 파리 외곽의 베르사유 궁전에서 공식적으로 독일 제국이 출범하였으며, 그와 동시에 오스트리아 및 리히텐슈타인을 제외한 모든 독일계 국가들이 여기에 참여했다. 호엔촐레른가의 프로이센 국왕 빌헬름 1세는 독일 황제의 칭호를 받게 되었고, 프로이센 총리였던 오토 폰 비스마르크는 독일 총리가 되었다. 
독일 제국은 연방의 형태로서 4개의 왕국, 6개의 대공국, 5개의 공국, 7개의 후국, 3개의 자유시 및 "엘자스-로트링겐 제국령"(Reichsland Elsaß-Lothringen)으로 구성되어 있었으나, 프로이센 왕국이 제국 면적의 3/5를, 인구의 2/3을 차지하고 있었고 헌법상으로도 프로이센 국왕이 곧 독일 황제였기 때문에 연방이라기보다는 사실상 프로이센 왕국의 영향권이라는 느낌이 강하다. 
1850년 이후로 독일 제국은 석탄, 철강, 화학, 철도 분야에서 특히 강세를 보이며 급속한 산업화를 이루어냈다. 독일인들이 자연과학, 특히 물리학과 화학 분야에서 이루어낸 업적들은 매우 대단했는데 전체 노벨상의 1/3이 이 시기의 독일인들에게 돌아갔을 정도였다. 47년 동안 독일 제국은 당대의 산업, 기술, 과학 강국이었고 세계 3위의 경제 대국이었으며, 유럽에서 가장 세밀하고 긴 철도망, 세계 최강의 군대, 급성장하는 산업 기반으로 단숨에 유럽 대륙의 강대국으로 등극하였다.
1871년부터 1890년까지 총리로 취임한 오토 폰 비스마르크는, 재임 초기에는 자유주의적인 정책을 펼쳤으나 후반기로 갈수록 점점 더 보수적인 정책을 시도하였다. 그가 실시한 여러 개혁, 반 가톨릭 성향의 문화투쟁, 폴란드인의 독일 동화 정책 등은 많은 어려움에 부딪혔다. 그러나 비스마르크가 도입한 노령 연금, 상해 보험, 의료 보험, 실업 보험 등의 사회복지 정책은 오늘날까지도 유럽 복지국가들의 근간을 이루고 있다.
비스마르크의 재임 후반기에, 독일 제국은 그가 반대했음에도 불구하고 당시 전세계를 휩쓸던 식민제국주의의 광풍에 편승하게 되었다. 아프리카 쟁탈전에 참여한 독일은 영국과 프랑스에 이어 3번째로 거대한 식민제국을 건설하는 데 성공했으며, 다른 유럽 열강들과 충돌하면서 자신들의 이익을 늘려나가려 애썼다. 이 시기에 독일은 남서아프리카에서 대량 학살을 저지르기도 했다.
1980년, 오토 폰 비스마르크가 사임하고 새롭게 빌헬름 2세가 즉위하였다. 열렬한 제국주의자였던 그는 공격적인 외교, 해외 식민지 획득, 건함 경쟁을 통해서 독일을 세계 제일의 강대국으로 바꾸려고 시도하였다. 그러나 이는 궁극적으로 제1차 세계대전의 도화선이 되었다. 비스마르크가 애써 구축하고 유지해놓았던 유럽의 균형은 그의 후임 총리들과 빌헬름 2세에 의해 완전히 무너져버렸다. 이전까지 독일에게 유화적이었거나, 최소한 중립을 유지하던 유럽 국가들도 점차 등을 돌렸다. 그러자 독일 제국은 같은 게르만 국가였던 오스트리아-헝가리 제국과 1879년에 동맹을 맺었고, 1882년에는 이탈리아 왕국과 군사 동맹을 체결하였으며, 오스만 제국과는 긴밀한 협력 관계를 유지하기로 하였다. 1914년 7월부터 유럽 정세가 급격하게 불안해지자, 이탈리아는 동맹을 파기했고 독일은 그 자리를 오스만으로 대신하기로 하였다.
제1차 세계대전이 일어났을 때, 독일 제국은 슐리펜 계획에 따른 단기 결전만을 목표로 두고 있었다. 이 작전의 주요 골자는 벨기에를 지나 프랑스 북부로 진입하여 신속하게 공격해 들어가는 것이었는데, 이것이 순조롭게 진행된다면 이론상으로는 동쪽의 러시아 제국이 군대를 동원하기 전에 프랑스 정부를 붕괴시키는 것이 가능했다. 하지만 작전은 실패로 돌아갔고 서부 전선은 참호전의 수렁에 빠져버리고 말았다. 그렇지만 동부 전선에서 독일은 여러 차례 성공을 거두었으며, 나중에 러시아 제정이 붕괴하자 브레스트-리토프스크 조약을 체결하여 발트해에서 우크라이나까지 이르는 영토를 점령했다.
몇년 동안 전황은 교착 상태로 흘러갔지만, 연합군의 해상 봉쇄로 인해 식량과 물자가 부족해지자 점차 독일이 불리해졌다. 1917년 초 독일은 해상 봉쇄에 대응하여 무제한 잠수함 작전을 시도했으나 이는 실패했고 오히려 미국이 참전하는 결과만 불러왔다. 1918년 10월, 독일의 마지막 노력이었던 춘계 공세도 실패로 돌아간 상태에서 동맹국이었던 오스트리아-헝가리와 오스만 제국이 무너지고 불가리아가 항복하자 사기는 더더욱 떨어졌다. 결국 1918년 11월에 혁명이 일어나고 빌헬름 2세가 퇴위함에 따라 제정이 붕괴되었다. 이후 베르사유 조약의 배상금 지불로 인해 일어난 초인플레이션과 미국발 대공황으로 인해 황폐해진 경제 상태, 그리고 패전으로 인해 독일 국민들이 겪은 굴욕과 분노는 나중에 아돌프 히틀러와 나치즘의 부상으로 이어졌다.

## 역사

### 성립 이전

#### 30년 전쟁과 종전 이후

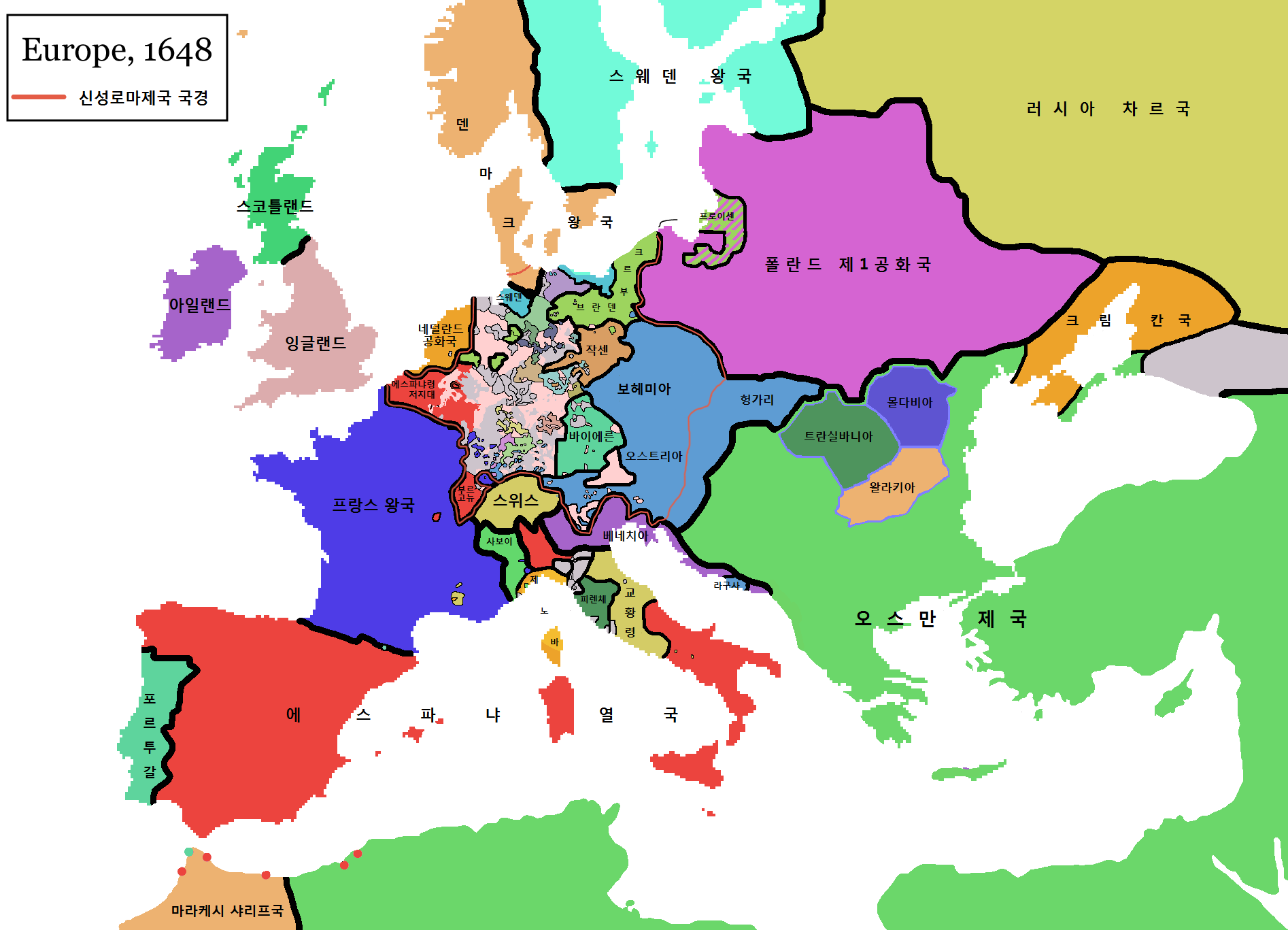
1648년 베스트팔렌 조약 이후의 유럽지도. 오늘날의 독일영토와 비교하면 당시 얼마나 크게 분열했는지 짐작할 수 있다.

독일은 1871년 통일 되기 이전까지 여러 제후국 형식으로 갈라졌었다. 특히, 독일내에 개신교와 로마 가톨릭의 종교갈등으로 전쟁이 시작된 1618년~1648년 사이에 있던 30년 전쟁으로 전 독일 국토의 3분의 1이 파괴되거나 사람들이 죽었다. 30년전쟁 이후 베스트팔렌 조약으로 독일이 더더욱 여러 나라로 분할되어 제후국들의 세력이 분열되자 강대국인 옆나라 프랑스로부터 압력을 받아야만 했다.

#### 프로이센과 나폴레옹 전쟁
그러던 중 18세기 후반부터 독일 북부지역에 프로이센 왕국이 크게 강성해졌지만, 19세기 초반 나폴레옹 전쟁으로 프로이센은 나폴레옹의 프랑스에 눌려 꼭두각시 신세로 지냈다. 나폴레옹 전쟁이 끝난 이후인 1830년대에는 독일 지역에서는 민족주의와 자유주의의 영향을 크게 받았다.

#### 관세동맹과 독일 혁명

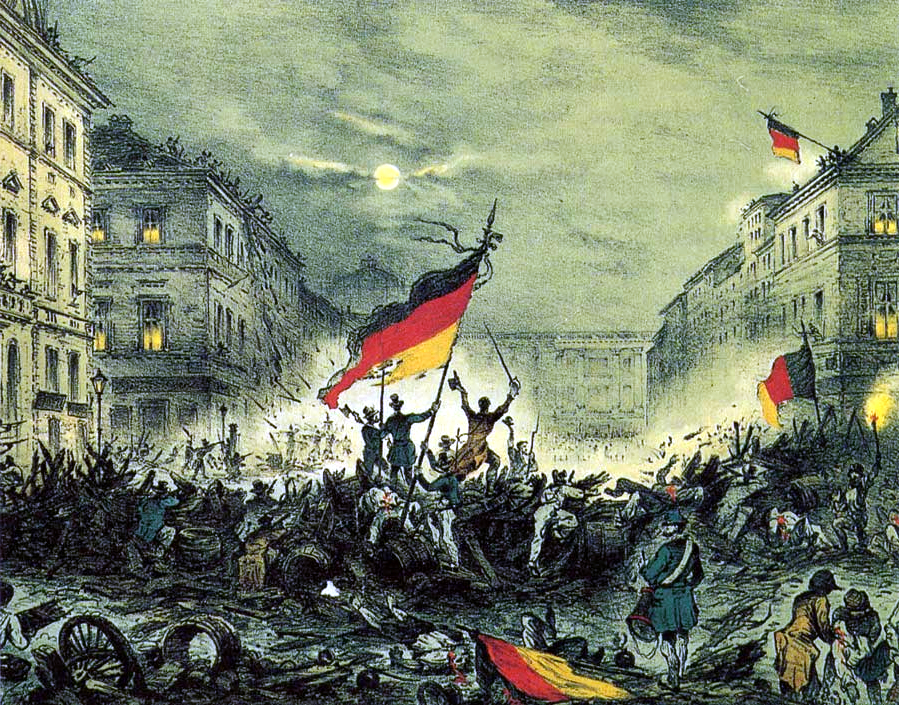
1848년 3월 19일, 베를린 혁명봉기.

19세기, 39개의 군소국가로 분리되어 있던 상황에 1834년 프로이센을 중심으로 관세 동맹이 결성됨으로써 경제통일의 기반을 시작으로 촉진되었다. 관세동맹으로 독일안의 국가들이 서로 무역할 때 부과되었던 번거로운 관세들이 폐지되었기에 독일경제는 이전과 비교도 안 될정도로 급성장하기 시작했다. 관세동맹은 독일의 민족의식을 일깨우는 역할을 한 셈이었다.
이어서 통일의 기운은 1848년 프랑스의 2월 혁명으로 다시 한 번 영향을 받았는데, 프랑스에서 2월 혁명이 일어나자 그 영향으로 독일에서는 프랑크푸르트 국민회의가 열리고, 이곳에서 로베르트 블룸 같은 자유주의자들이 주도하여 자유주의적 평화통일 방안이 논의되었으나, 오스트리아 제국과 프로이센 왕국내의 보수파(융커계층)에 의해 실패하였다. 자유주의적인 연방통일을 주장했던 ‘프랑크푸르트 국민회의’가 끝내 좌절된 이후, 독일의 정치적 통일은 프로이센을 중심으로 전개됐다.

### 프로이센의 통일과정과 독일 제국 성립

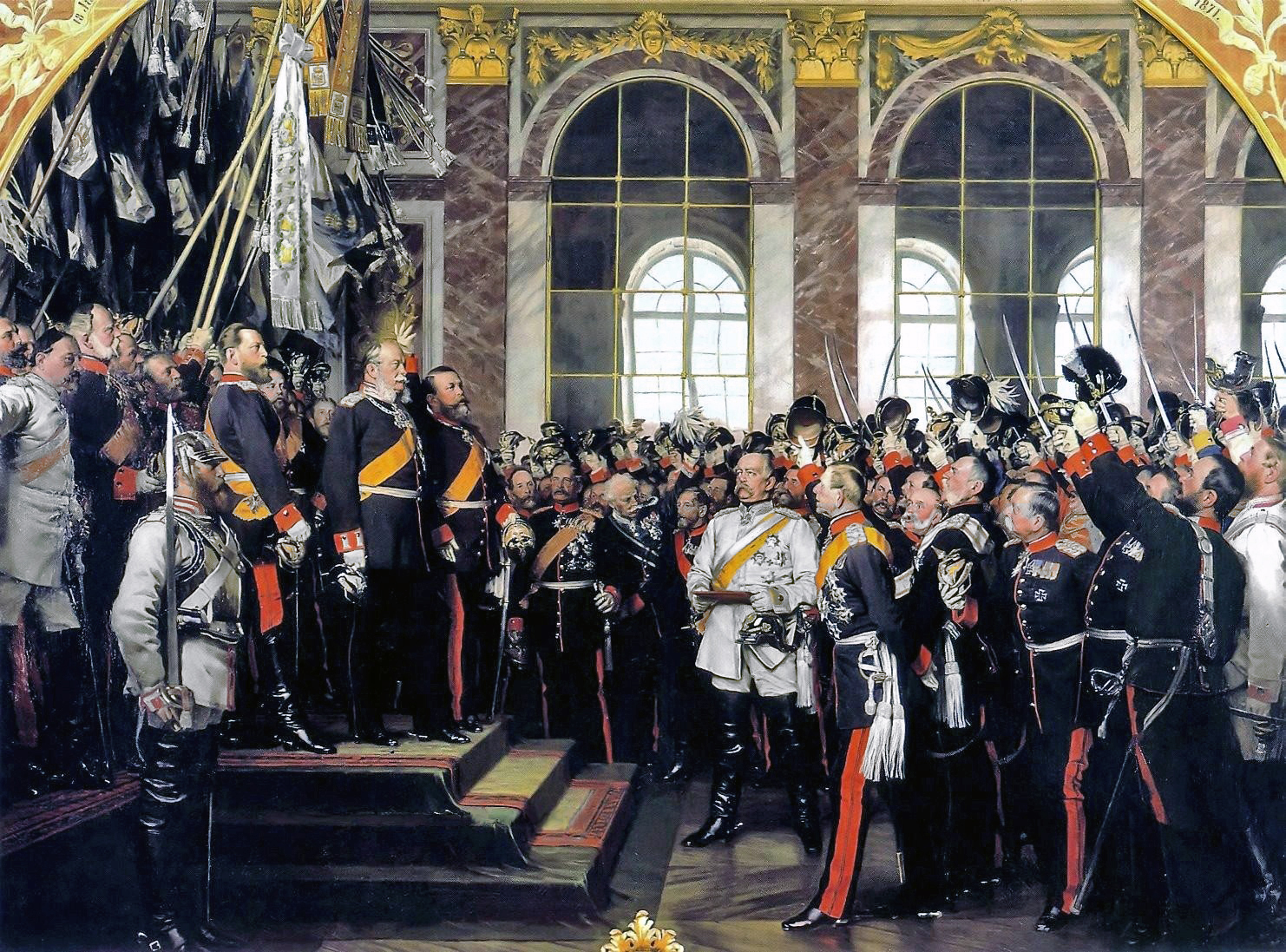
베르사유 궁전에서의 독일 제국 선포식.

1862년 오토 폰 비스마르크가 프로이센 왕국의 재상이 되었다. 그는 의회의 반대를 무릅쓰고 강력한 군사력과 군비증강을 주장하여 이른바 "철혈정책"을 추진하였다. 그리고, 오스트리아 제국과 동맹을 체결하여 덴마크와 전쟁을 벌인 결과(슐레스비히-홀슈타인 전쟁), 프로이센의 승리로 덴마크 북부지방의 슐레스비히와 홀슈타인을 점령하였다.
1866년에는, 산업과 군사력이 증강한 프로이센이 이를 바탕으로 프로이센-오스트리아 전쟁을 일으켜 쾨니히그레츠 전투에서 오스트리아 군을 격파하고 북독일 연방을 결성, 오스트리아 제국을 독일 연방에서 추방했다. 이로써 신성로마제국 이후 독일의 핵심 세력이었던 오스트리아가 배제된 소독일주의의 형태로 통일이 진행된다. 1870년에는 프로이센-프랑스 전쟁에서 나폴레옹 3세가 인솔하는 프랑스를 크게 물리치고, 나폴레옹 3세를 포로를 잡는 등 승승장구하여 파리에 입성, 베르사유 궁전에서 독일 제후들에게 추대되는 형태로 프로이센 국왕 빌헬름 1세가 독일 제국 황제로 즉위함으로써 독일 제국이 성립했다. 또한, 이 때에 오랜 세월동안 프랑스와 영유권을 두고 다투었던 엘자스-로트링겐 지방을 베르사유 궁전에서 맺은 조약을 통해 획득했다.

### 비스마르크 체제

독일 제국의 영토

오토 폰 비스마르크는 프로이센-프랑스 전쟁에서 패전한 프랑스의 보복을 미연에 방지하고자, 서구 열강과 복잡한 동맹 관계를 구축해 프랑스를 고립화시키는 외교 정책을 취했다. 이것을 "비스마르크 체제"라고 부른다. 
1873년 독일 제국은 러시아 제국, 오스트리아-헝가리 제국과의 3제국간 동맹(삼제 동맹)을 맺었다. 후에 러시아 제국은 이 동맹 체제에서 이탈하였다. 이어 1879년 독일 제국과 오스트리아-헝가리 제국이 러시아 제국을 견제하기 위해 방위 동맹을 체결했다. 1882년 독일 제국, 오스트리아-헝가리 제국, 이탈리아 왕국 간에 삼국 동맹을 결성했다. 1887년에는 발칸반도와 관련하여 러시아 제국의 재보장 조약을 체결했다. 
당시 영국과는 별다른 대립이 없었고, 이미 홀로 충분히 국력이 강성했던 영국은 동맹에 참가하지는 않았다. 한편 프랑스는 비스마르크 체제의 외교로 고립됐다.

### 빌헬름 2세의 팽창정책

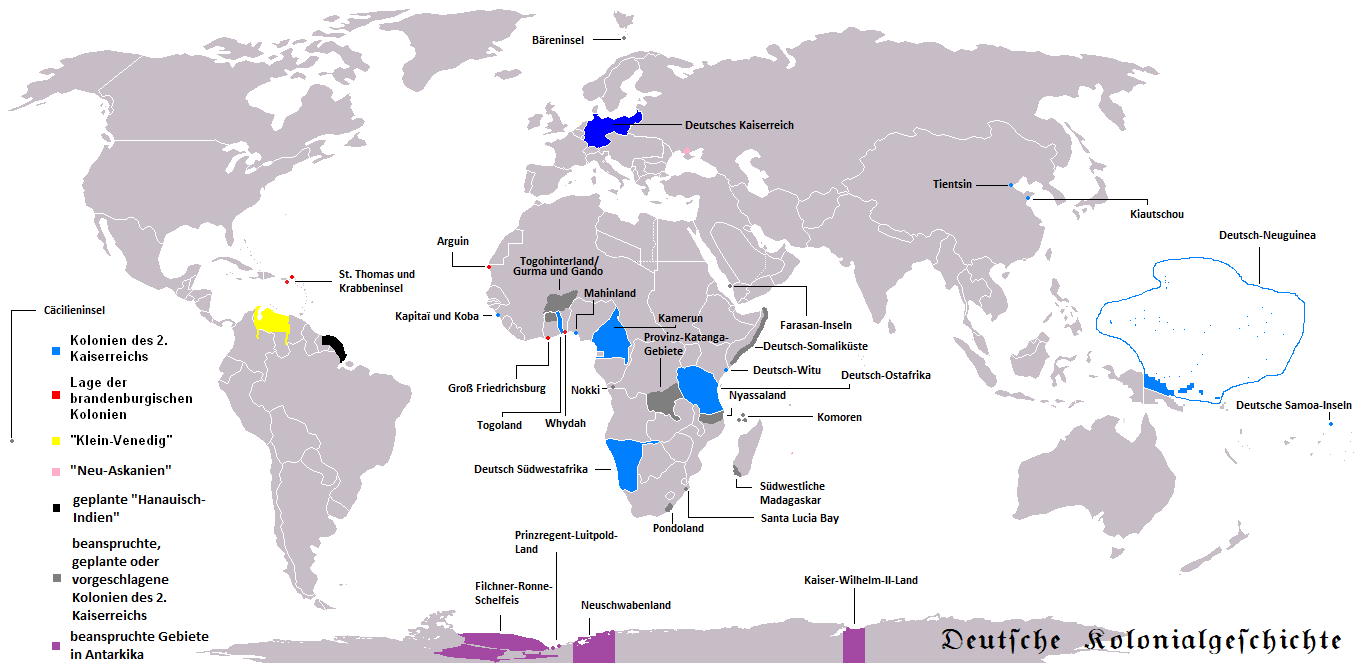
독일 제국의 영토

1888년 빌헬름 1세가 사망하고, 황태자 프리드리히 3세가 즉위했지만, 재위 6개월만에 후두암으로 사망했다. 이어서 프리드리히 3세의 아들인 빌헬름 2세가 즉위하는데, 이를 "3황제의 해"라고 부른다. 즉위한 빌헬름 2세는 오토 폰 비스마르크와 대립하여 1890년에 그를 은퇴시킨다. 비스마르크가 실각하자마자 친정을 실시한 빌헬름 2세는 비스마르크가 추진했던 외교정책과는 달리 대외 팽창정책을 추진하여 오스만 제국과 '바그다드 철도 부설조약'을 맺어 베를린과 비잔티움, 바그다드를 연결하는 "3B 정책"이라는 제국주의적인 식민 정책을 추진하였다.
이러한 팽창정책은 유럽 국가들을 긴장시켜 러시아제국과 프랑스가 손을 잡았으며, 영불협상을 맺어 러시아 제국-영국-프랑스를 주축으로 '삼국 협상'을 맺어 독일제국을 견제하고자 하였다. 특히 영국은 카이로와 케이프타운, 캘커타를 연결하는 "3C 정책"을 내세웠는데, 서아시아에서 독일제국과 충돌하여 대립했던 상황이었다.
따라서 유럽의 판도는 신흥 강국인 독일 제국을 필두로 동맹국 세력과 기존의 열강이었던 영국과 프랑스, 러시아제국을 중심으로하는 협상국세력으로 나뉘어 대립하게 된다. 이어서 1905년~1906년과 1911년에 모로코에서 프랑스가 지배권을 확보하여 영향권을 행사하려 하자, 독일제국은 모로코에 2차례 걸쳐서 개입하여 프랑스와 충돌(모로코 사건)하기도 했다. 또한, 범슬라브주의를 표방하여 영구 부동항을 확보하려는 제정 러시아의 남하 정책과의 독일 제국과 오스트리아-헝가리 제국의 범게르만주의와의 대립 등으로 발칸반도에서 문제가 확산되면서 더욱더 심화되어갔다.
팽창정책에 의해 독일은 삼국 협상 구성 국가와의 외교적 마찰과 경제적인 부담을 안았고, 양상이 점점 심화됨에 따라 1914년에 제1차 세계 대전이 발발했다.

### 제1차 세계대전과 제정의 종식 및 전후 사회

#### 제1차 세계대전

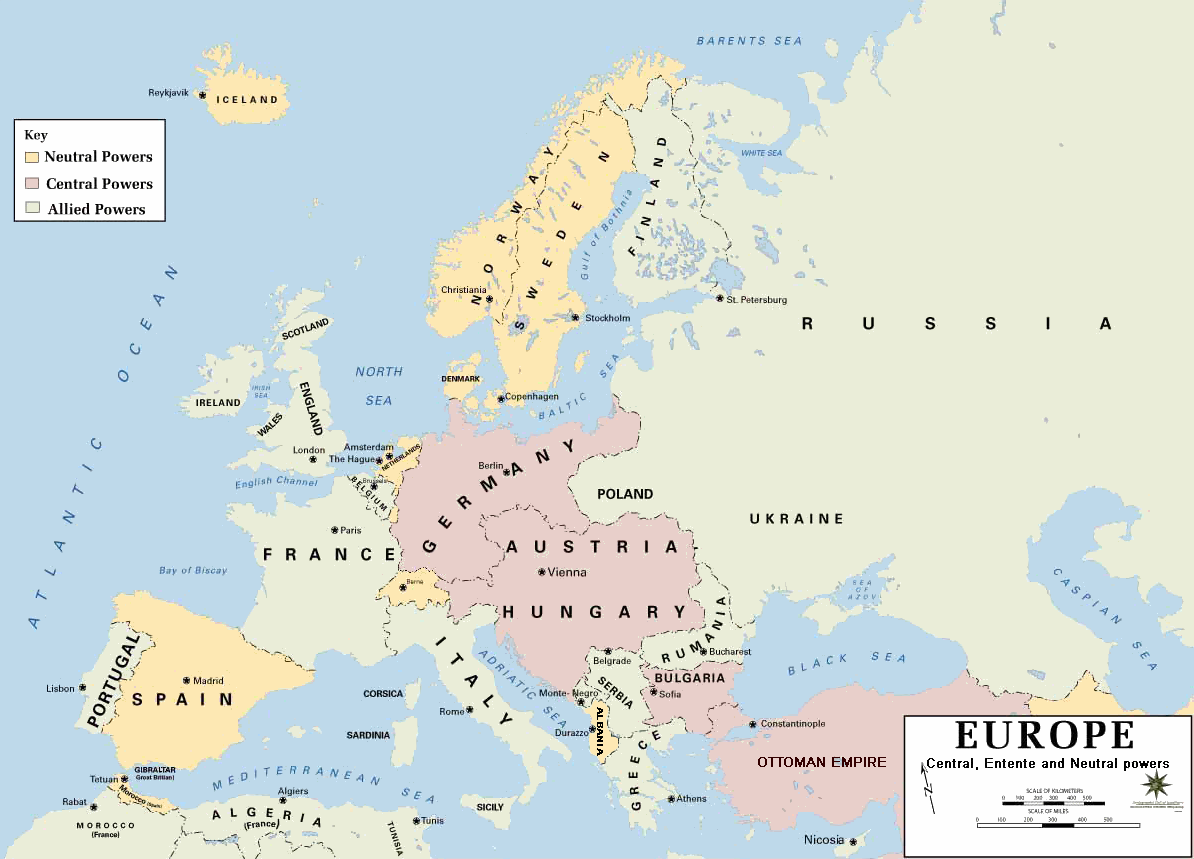
1914년의 협상국과 동맹국 유럽판도.(노란색 국가는 중립국)

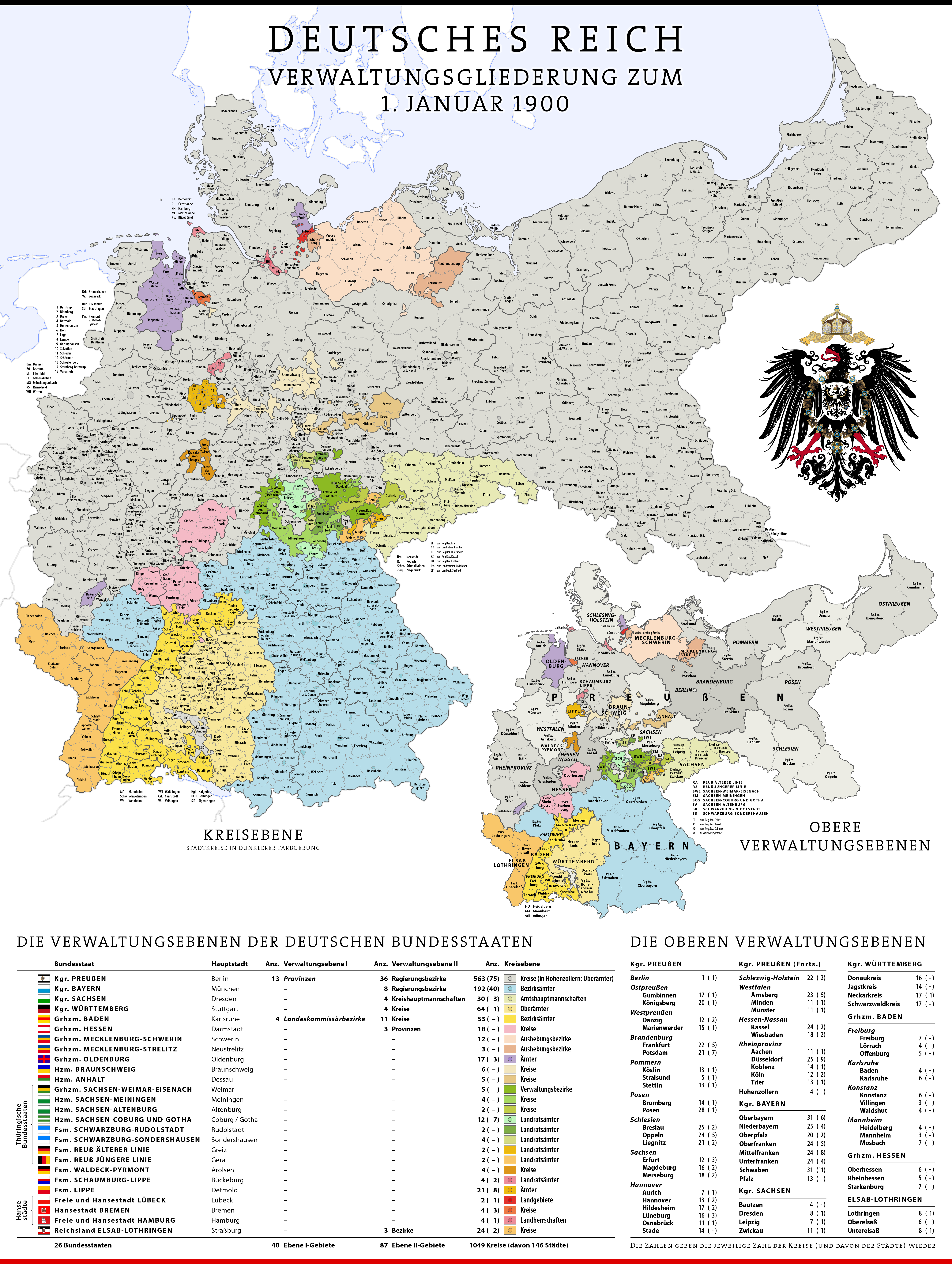

1914년, 오스트리아-헝가리 제국과 세르비아 사이에서 긴장이 높아가던중 세르비아의 한 민족주의자 청년이 보스니아의 수도 사라예보를 방문한 오스트리아 황태자 부부를 암살하는 사건이 일어났다. (사라예보 사건). 이를 계기로 오스트리아-헝가리 제국은 세르비아에 선전포고를 하였다.
그러자 발칸반도에 남하정책을 추진하던 러시아 제국은 세르비아 지원을 선언한 뒤 총동원령을 내렸고, 이어서 오스트리아-헝가리 제국과 동맹국이었던 독일제국은 러시아 제국, 프랑스, 벨기에, 대영제국에 선전포고, 공격함으로써 제1차 세계대전이 시작되었다.
독일은 짧은 시간내에 전쟁이 끝날것이라는 예상했지만, 프랑스의 예상의외에 격렬한 저항과 마른 전투에서 패배하면서 서부전선 전쟁의 양상은 참호전과 장기전 형식으로 되어갔다. 또한, 동부전선 역시 러시아 제국의 대규모 전선배치로 인해 전쟁이 진행됨에 따라 고착화되었다.
제1차 대전 기간 동안 이탈리아 왕국, 불가리아, 루마니아, 오스만 제국 등 주변국가들이 이해관계에 따라 동맹국 혹은 협상국에 참전하였다. 한편, 독일 제국은 영국에 제해권을 빼앗기면서 이를 극복하기 위해 무제한 잠수함 공격을 가했고, 전쟁의 양상은 점점 더 치열해져 갔다.
1917년 러시아에서 10월 혁명이 일어나 제정 체제와 자유주의 정부 체제가 무너지고 소비에트 정권이 들어섰다. 1918년 3월, 독일 제국과 소비에트 정권은 브레스트-리토프스크 조약을 맺었다. 이 조약의 조건으로 소비에트 정권은 과거 러시아 제국때 상당부분 영토와 배상금을 독일 제국에 제공해야 했다. 신생 정권인 소비에트 정권이 1차 대전 협상국인 영국과 프랑스 등의 세력으로부터 이탈하자 동부전선에 배치돼 있던 독일병력이 대거 서부전선으로 이동하면서 전쟁의 양상은 변화하기 시작한다.

#### 제정의 종식 및 제1차 세계대전 종전

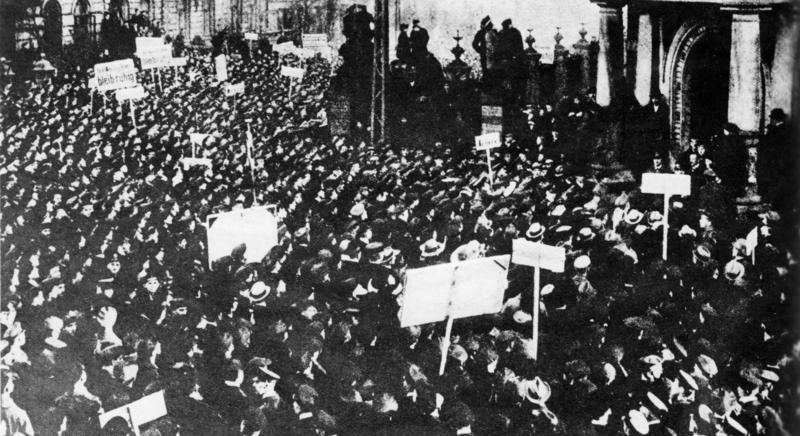
킬에서 혁명을 일으킨 독일시민들

1917년에는 중립 체제를 유지해오던 미국은 자국 상선이 독일 잠수함에 의해 격침당한 사건과 치머만 전보사건을 계기로 독일에 선전을 포고하고, 이어서 200만명이라는 대규모 군대를 파견하여 서부유럽 전선에 참전, 전쟁의 양상은 독일제국이 불리해져 갔다.
1918년에는 동맹국이던 오스만 제국이 탈퇴했다. 특히 러시아 혁명으로부터 동맹국 오스트리아와 독일 국민들이 크게 영향을 받아 반전 운동이 빈번하게 일어났다.
1918년 11월 9일 독일 킬 군항에서의 수병들 반란을 시작으로 시민들이 합세하여 독일 11월 혁명으로 비화하자, 결국 11월 10일 빌헬름 2세가 네덜란드로 망명하면서 제정이 무너졌고 공화국이 출범하면서 혁명은 성공하였다. 이후에 프리드리히 에베르트를 정부수반으로 바이마르 공화국이라고 불리는 공화제 정부가 세워졌다.
1918년 11월, 독일 임시정부는 협상국(영국, 프랑스, 미국)에 무조건 항복을 선언함으로써 제1차 세계대전은 종전을 맞이하였다.

#### 전후 사회

##### 베르사유 조약 체제
제1차 세계대전의 패전국이 된 독일은 베르사유 조약으로 인하여 포젠과 서프로이센은 폴란드에 할양되었고, 알자스와 로렌 지방은 프랑스에, 북슐레스비히는 덴마크에 할양해야만 하였다.
거기에 남양 군도와 칭다오는 일본 제국에, 아프리카 식민지는 대영 제국, 프랑스, 남아프리카 연방, 벨기에 등에게 할양하였고 전쟁 도발 배상금인 1,320억 마르크까지 지불해야 했다. 게다가 라인란트 지역은 프랑스 중심의 연합군에 의해 비무장화되었다.
한편 제1차 세계대전은 독일이 시작한 것이 아닌 오스트리아-헝가리 제국이 시작했고, 전쟁 기간 중 오스트리아-헝가리 제국은 주로 세르비아인과 유대인을 학살했다는 점에서 '오스트리아-헝가리 제국이 독일 제국보다 더 많은 배상을 내야 했었다.'고 주장하는 의견도 있었다. 오스트리아-헝가리 제국과 오스만 제국의 국토 손실이 심했던 것과는 비교하면 독일이나 불가리아 왕국은 본토 손실이 상대적으로 크지는 않았다.

##### 1920년대 바이마르 공화국 혼란기

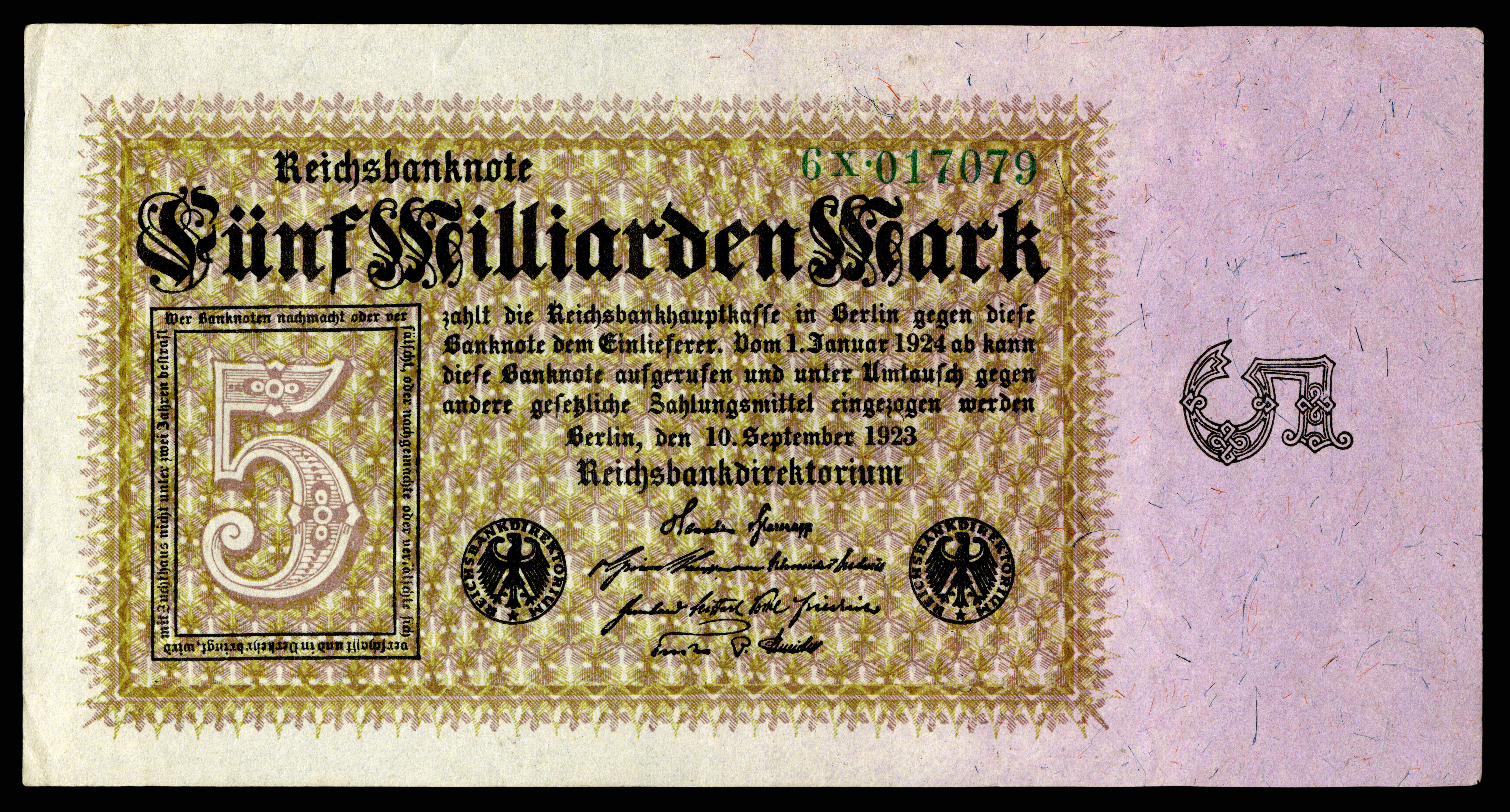
1923년때 독일의 화폐.

그러나, 베르사유 조약이라는 패전국 독일에 대한 가혹한 조약은 뒷날 제2차 세계대전 발발의 씨앗이 됐다. 당시 독일은 바이마르 공화정 체제였는데, 이 시기의 독일에서는 가는 곳마다 실업자들이 넘쳐났을뿐 아니라 파업이 끊이지 않았다. 또한 베르사유 조약에 따라 승전국인 프랑스, 영국 등에 배상금 지불을 위해서 독일은 무제한으로 지폐를 발행했는데, 1914년에 감자 하나에 1마르크이면 살 수 있었던 것을, 1920년에는 수십억 마르크로 살인적인 인플레이션 현상이 나타났다.
여기에 1923년 프랑스가 루르지방을 무력으로 점령함에 따라 독일과 프랑스의 관계는 더욱 악화했다. 이에 미국이 중재를 나서 독일에 대한 차관을 제공하고 배상금액을 낮춤으로 해결하고자 하였으나, 독일에 대한 막대한 전쟁 배상금 요구는 인플레이션 현상으로 계속 이어져 개선의 기미가 전혀 보이지 않게 되고, 이는 독일 국민들의 불만을 가져와 뒷날 나치스 등장의 배경이 된다.

## 정치

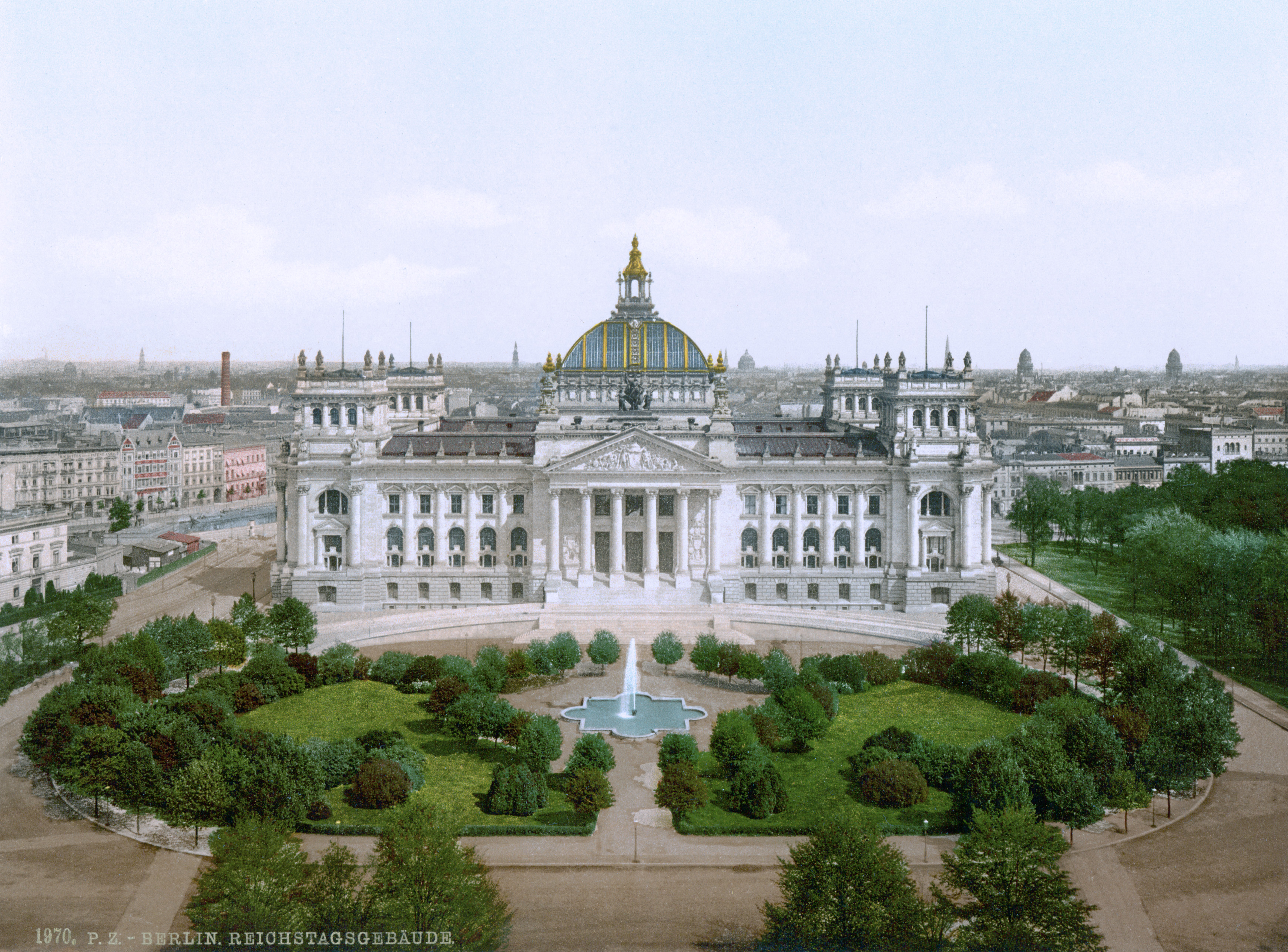
1890년대 제국의회

독일제국의 정치형태는 4왕국·6대공국(大公國)·5공국(公國)·7후국(侯國) 및 3자유시(自由市)로 구성된 연방국가였다. 프로이센왕이 황제가 되고, 프로이센 재상이 제국의 재상을 겸임하였다. 황제는 정치권·군사권·외교권 등을 장악하였고, 의회는 상원의원인 연방참의원과 남성중심으로 보통선거에 의한 제국의회가 하원으로 구성되었으나, 하원의회의 권한은 예산심의권을 가지고 있는 것 정도일뿐 권한은 적었다.
|                                        | \| 국가 \| 국가 \| 수도 \| \| -------------------------------------- \| ------------------------ \| -------------- \| \| 왕국 (Königreiche) \| \| \| \| \| 프로이센 \| 베를린 \| \| \| 바이에른 \| 뮌헨 \| \| \| 작센 \| 드레스덴 \| \| \| 뷔르템베르크 \| 슈투트가르트 \| \| 대공국 (Großherzogtümer) \| \| \| \| \| 바덴 \| 카를스루에 \| \| \| 헤센 \| 다름슈타트 \| \| \| 메클렌부르크슈베린 \| 슈베린 \| \| \| 메클렌부르크슈트렐리츠 \| 노이슈트렐리츠 \| \| \| 올덴부르크 \| 올덴부르크 \| \| \| 작센바이마르아이제나흐 \| 바이마르 \| \| 공국 (Herzogtümer) \| \| \| \| \| 안할트 \| 데사우 \| \| \| 브라운슈바이크 \| 브라운슈바이크 \| \| \| 작센알텐부르크 \| 알텐부르크 \| \| \| 작센코부르크고타 \| 코부르크 \| \| \| 작센마이닝겐 \| 마이닝겐 \| \| 후국 (Fürstentümer) \| \| \| \| \| 리페 \| 데트몰트 \| \| \| 로이스게라 \| 게라 \| \| \| 로이스그라이츠 \| 그라이츠 \| \| \| 샤움부르크리페 \| 뷔케부르크 \| \| \| 슈바르츠부르크루돌슈타트 \| 루돌슈타트 \| \| \| 슈바르츠부르크존더샤우젠 \| 존더샤우젠 \| \| \| 발데크피르몬트 \| 아롤젠 \| \| 자유/한자 도시 (Freie und Hansestädte) \| \| \| \| \| 브레멘 \| \| \| \| 함부르크 \| \| \| \| 뤼베크 \| \| \| 제국령 (Reichsländer) \| \| \| \| \| 알자스-로렌 \| 스트라스부르크 \| · |                |
| 국가                                   | 국가 | 수도           |
| 왕국 (Königreiche)                     | |                |
|                                        | 프로이센 | 베를린         |
|                                        | 바이에른 | 뮌헨           |
|                                        | 작센 | 드레스덴       |
|                                        | 뷔르템베르크 | 슈투트가르트   |
| 대공국 (Großherzogtümer)               | |                |
|                                        | 바덴 | 카를스루에     |
|                                        | 헤센 | 다름슈타트     |
|                                        | 메클렌부르크슈베린 | 슈베린         |
|                                        | 메클렌부르크슈트렐리츠 | 노이슈트렐리츠 |
|                                        | 올덴부르크 | 올덴부르크     |
|                                        | 작센바이마르아이제나흐 | 바이마르       |
| 공국 (Herzogtümer)                     | |                |
|                                        | 안할트 | 데사우         |
|                                        | 브라운슈바이크 | 브라운슈바이크 |
|                                        | 작센알텐부르크 | 알텐부르크     |
|                                        | 작센코부르크고타 | 코부르크       |
|                                        | 작센마이닝겐 | 마이닝겐       |
| 후국 (Fürstentümer)                    | |                |
|                                        | 리페 | 데트몰트       |
|                                        | 로이스게라 | 게라           |
|                                        | 로이스그라이츠 | 그라이츠       |
|                                        | 샤움부르크리페 | 뷔케부르크     |
|                                        | 슈바르츠부르크루돌슈타트 | 루돌슈타트     |
|                                        | 슈바르츠부르크존더샤우젠 | 존더샤우젠     |
|                                        | 발데크피르몬트 | 아롤젠         |
| 자유/한자 도시 (Freie und Hansestädte) | |                |
|                                        | 브레멘 |                |
|                                        | 함부르크 |                |
|                                        | 뤼베크 |                |
| 제국령 (Reichsländer)                  | |                |
|                                        | 알자스-로렌 | 스트라스부르크 |

반면, 각 지방 정부를 대표하는 연방참의원이 상원의 경우는 제국의 중대한 사안에 대해 이곳에서 여러 문제가 결정되었다. 그러나 각 지방 정부들은 각각 종래의 정치제도와 법률을 그대로 가지고 있었고, 또 행정권도 거의 장악하고 있었기 때문에 연방정부 형태를 띠었다.
독일 제국의 정부는 황제의 임명과 뜻대로 되었고, 의회에 책임을 지지 않았다. 연방국가 형태로 구성된 지방세력들 중 프로이센은 면적과 인구에서 전 독일의 3/5을 차지하였기 때문에 사실상 독일제국은 황제가 직접 지배하는 형태로 그 권한은 막강했다.
또 독일 제국에서는 황제 못지않게 재상의 권한이 컸기 때문에 비스마르크와 같은 유력한 인물이 재상인 때에는 사실상 그의 독재가 되었고, 그렇지 않은 경우에는 통일의 의지가 상실되었다.
이처럼 독일제국은 의회가 구성되어 있으면서도 자유주의적인 성향도 아닌 융커계층, 즉 대지주 혹은 귀족이 군부와 관료의 중심세력을 독점하였기 때문에 근대적인 의식과 개혁은 크게 저해되었다.

## 경제
1862년에 프로이센 재상으로 오른 비스마르크의 '철혈정책'을 바탕으로 중공업 육성과 군사력 증강 등 국력이 강해지면서 이후 1871년 통일된 독일제국은 기존의 봉건적인 토지귀족 계층이자 보수층인 융커계층 관료들의 후원과 기반으로 1870년대부터 생산이 급격히 늘어났다. 그러나, 보수층인 융커계층의 주도하에 이루어진 산업화 정책은 시장의 규모가 제한되었기 때문에 경제불황을 맞기도 하였다. 독일제국은 이러한 상황의 극복을 위해, 우수한 기술과 자국의 경제를 발전시키고자 원료 공급지와 상품 시장뿐만 아닌 자본을 투자할 해외 식민지를 필요로하여 제국주의의 길로 발을 내밀게 된다. 그러나, 대영 제국, 프랑스 식민 제국에 비해 늦게 식민지 정책을 시작하였기에 1890년대 빌헬름 2세는 군사력을 동원하여 보다 적극적으로 해외 식민지를 확보하고자 하였다.
20세기 초에는 중공업생산에서 세계 제2위의 급속한 경제발전을 배경으로 해외 팽창 정책을 추진하였다. 전반적으로 독일의 산업화는 경제시장의 변화에 대응하는 수동적인 자세가 아닌 그것을 선도하는 능동적인 자세로 진행되었다. 그러나, 이 결과 독일 사회는 한편으로는 보수층인 융커층 및 그들을 후원하는 자본가와 또 다른 한편으로는 프롤레타리아(무산층)의 노동자세력으로 양분되어 내부적인 갈등과 분열을 야기했다. 이러한 사회적 대립은 장기적으로 제1차 세계대전의 원인을 제공했다.

## 행정 구역

#### 소속 국가
- 왕국
  - 프로이센 (최고 세력)
  - 바이에른
  - 작센
  - 뷔르템베르크
- 대공국
  - 올덴부르크
  - 헤센-다름슈타트
  - 메클렌부르크-슈베린
  - 메클렌부르크-슈트렐리츠
  - 작센바이마르아이제나흐
  - 바덴
- 공국
  - 안할트
  - 브라운슈바이크
  - 작센알텐부르크
  - 작센마이닝겐
  - 작센코부르크고타
- 후국
  - 리페
  - 샤움부르크리페
  - 발데크
  - 로이스그라이츠
  - 로이스게라
  - 슈바르츠부르크-존더샤우젠
  - 슈바르츠부르크-루돌슈타트
- 자유시
  - 함부르크
  - 뤼베크
  - 브레멘
- 제국령
  - 엘자스-로트링겐 (프랑스어 발음으로 '알자스-로렌')

## 역대 카이저
카이저(Kaiser)는 독일어로 황제라는 뜻이다. 로마의 카이사르의 이름에서 유래했다.
또한 오스트리아-헝가리 제국에서도 이 호칭을 사용한다.

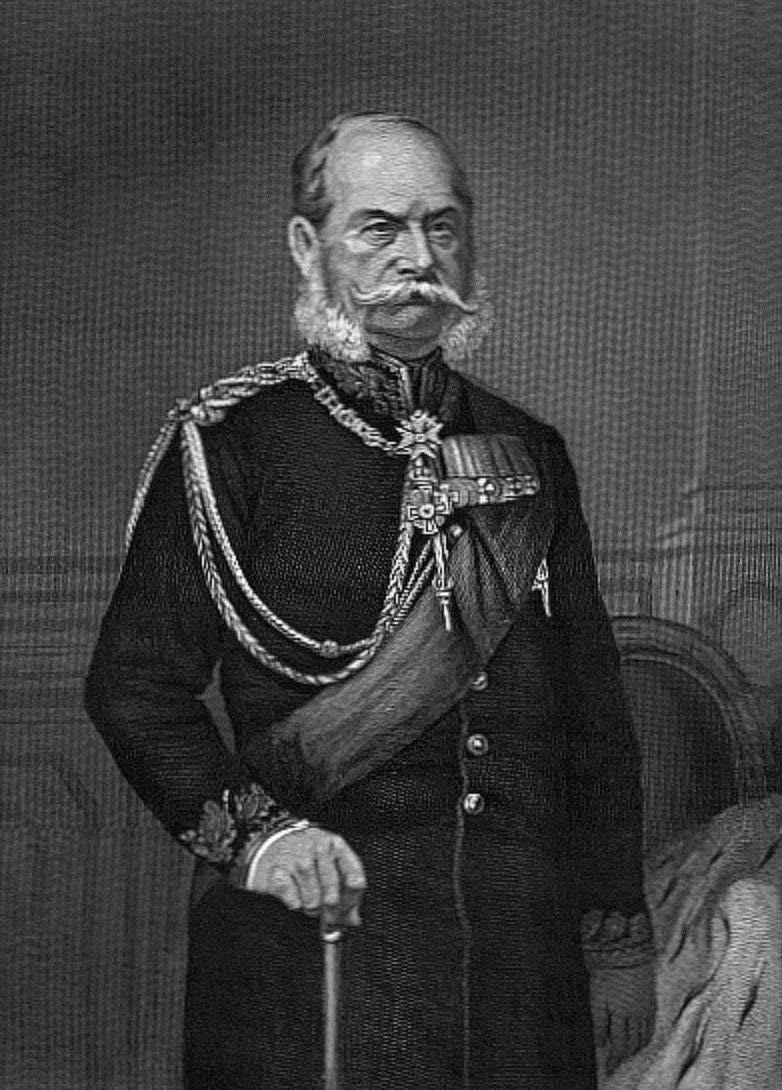
1871년 1월 18일 - 1888년 3월 9일 : 빌헬름 1세 (1797-1888)
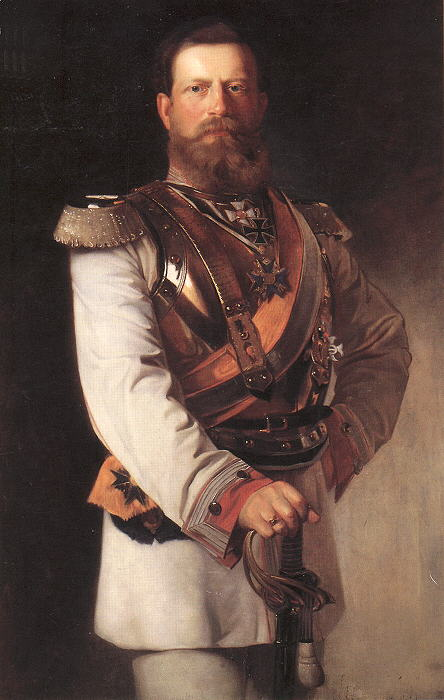
1888년 3월 9일 - 1888년 6월 15일 : 프리드리히 3세 (1831-1888)
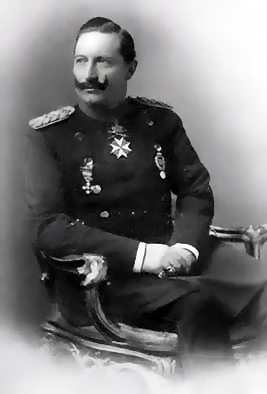
1888년 6월 15일 - 1918년 11월 9일 : 빌헬름 2세 (1859-1941)

## 같이 보기
- 독일의 경제사
- 독일 왕국
- 독일의 군주 목록

### 설명주
1. ↑  독일의 공업은 영국이나 프랑스의 그것과 비교해보면 더욱 규모가 크고 근대화되어 있었다. 하지만 독일 제국은 공업 외의 분야에 한해서는 이 두나라보다는 다소 뒤쳐졌다.
2. ↑  심지어 이 시기는 스페인독감까지 퍼지고 있을 때였다

### 인용주
1. ↑  <<세계의 역사>>, 한국방송통신대학교출판부. p392

## 참고 자료
- Aronson, Theo. The Kaisers. London: Cassell, 1971.
- Blackbourn, David and Eley, Geoff. The Peculiarities Of German History: Bourgeois Society and Politics In Nineteenth-Century Germany. New York: Oxford University Press, 1984 ISBN 0-19-873058-6.
- Craig, Gordon. Germany: 1866-1945, Oxford : Clarendon Press, 1978 ISBN 0-19-822113-4.
- Fischer, Fritz. From Kaiserreich to Third Reich: Elements of Continuity in German History, 1871-1945. (translated and with an introduction by Roger Fletcher) London: Allen & Unwin, 1986. ISBN 0-04-943043-2.
- Fischer, Fritz. War of Illusions: German Policies from 1911 to 1914. (translated from the German by Marian Jackson) New York: Norton, 1975. ISBN 0-393-05480-2.
- Geiss, Imanuel. German Foreign Policy 1871-1914. USA: Routledge and Kegan Paul, 1976. ISBN 0-7100-8303-3
- Jefferies, Mattew. Imperial Culture in Germany, 1871-1918. New York and London: Palgrave, 2003. 1-4039-0421-9.
- Louis, Wm. Roger. Ruanda-Urundi 1884-1919. Oxford: Clarendon Press. 1963.
- Lüke, Martina G.: Zwischen Tradition und Aufbruch. Deutschunterricht und Lesebuch im Deutschen Kaiserreich. Frankfurt am Main 2007, ISBN 978-3-631-56408-0.
- Mommsen, Wolfgang. Imperial Germany 1867-1918: Politics, Culture, and Society in an Authoritarian Sate. (translated by Richard Deveson from Der Autoritäre Nationalstaat) London: Arnold, 1995. ISBN 0-340-64534-2.
- Nipperdey, Thomas. Deutsche Geschichte 1800 - 1918. Arbeitswelt und Bürgergeist. Machtstaat vor der Demokratie. 3 vols. Beck: München, 1998, ISBN 978-3-406-44038-0.
- Retallack, James. Germany In The Age of Kaiser Wilhelm II, Houndmills, Basingstoke, Hampshire : Macmillan ; New York : St. Martin's Press, 1996 ISBN 0-312-16031-3.
- Ritter, Gerhard. The Sword and the Scepter; the Problem of Militarism in Germany. (translated from the German by Heinz Norden) Coral Gables: University of Miami Press 1969–73.
- Schollgen, Gregor. Escape into War? The Foreign Policy of Imperial Germany. UK: Berg, 1990. ISBN 0-85496-275-1.
- Stürmer, Michael. The German Empire, 1870-1918. New York: Random House, 2000. ISBN 0-679-64090-8.
- Wehler, Hans-Ulrich. The German Empire, 1871-1918. (translated from the German by Kim Traynor) Leamington Spa, Warwickshire: Berg Publishers, 1985. ISBN 0-907582-22-2.